# Marie François
Marie François, née le 14 août 1993 à Ambilly, est une joueuse de handball française évoluant au poste de demi-centre.

## Biographie

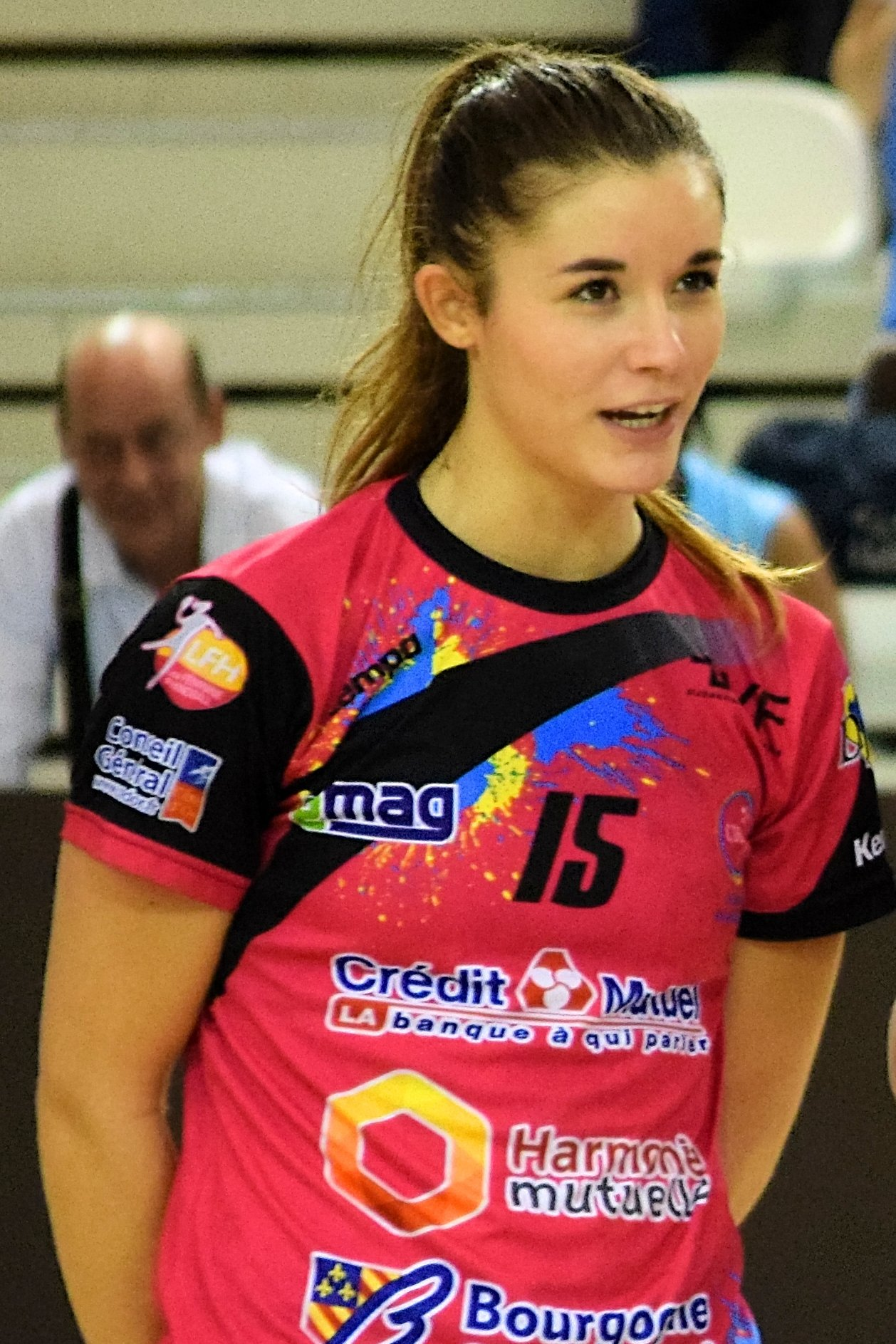
Marie François avec Cercle Dijon Bourgogne en 2014.

Formée à Dijon, Marie François participe à la remontée du club en LFH en remportant le titre de Championne de France de D2 en 2014. 
En novembre 2014, elle figure dans la liste des 20 joueuses retenues en équipe de France pour le stage de préparation au championnat d'Europe 2014. Elle honore sa première sélection en équipe de France senior le 27 novembre 2014, contre la Serbie lors de la Golden League. Puis elle apparaît sur la feuille de match d'une rencontre du Championnat d'Europe 2014, mais ne joue pas une minute.
À l'issue de la saison 2015-2016, elle quitte Dijon pour l'OGC Nice.
En 2018, elle rejoint le Chambray Touraine Handball.
Après deux saisons à Chambray, elle évolue  deux ans à Achenheim Truchtersheim avant de rejoindre en 2022 la Macédoine pour une saison puis de signer en 2023 au Reims Champagne Handball.

## Palmarès

### En club
compétitions nationales
- finaliste de la coupe de France en 2013 (avec le Cercle Dijon Bourgogne)
- championne de France de D2 en 2014 (avec le Cercle Dijon Bourgogne)

### En sélection
autres
- 10e place du championnat d'Europe junior en 2011[7]
- 4e place au championnat du monde jeunes en 2010[8],[9]